# Маргарита Наваррская
Это статья о королеве и ренессансной писательнице. Для знакомства со статьёй о Маргарите Наваррской, жене Генриха IV, обратитесь к статье Маргарита де Валуа; для знакомства со статьёй о королеве Сицилии обратитесь к статье Маргарита Наваррская (королева Сицилии).
Маргари́та Нава́ррская (фр. Marguerite de Navarre; 11 апреля 1492, Ангулем — 21 декабря 1549, Одос) — французская принцесса, сестра короля Франциска I, одна из первых женщин-писательниц во Франции. Известна также как Маргарита де Валуа (фр. Marguerite de Valois), Маргарита Ангулемская (фр. Marguerite d’Angoulême) и Маргарита Французская (фр. Marguerite de France).

## Биография
Происходила из Ангулемской ветви династии Валуа. Сестра французского короля Франциска I Валуа. Воспитывалась в Амбуазе, изучала латинскую и французскую литературу, также ей преподавали испанский и итальянский языки. В августе 1508 года вместе с братом переехала ко двору Людовика XII. В мужья ей прочили будущего английского короля Генриха VIII и Карла Австрийского, графа Фландрии.

Людовик XII решил выдать её замуж за герцога Карла IV Алансонского. Брак был заключен в октябре 1509 года и Маргарита принесла в приданое шестьдесят тысяч ливров. В течение первых пяти лет супружества она жила  в своем герцогстве Алансон, муж же её участвовал в различных военных экспедициях и редко виделся с женой. Он умер на руках супруги в Леоне вскоре после поражения в битве при Павии в апреле 1525 года от плеврита. Отличаясь большой преданностью своему брату, Маргарита ездила летом 1525 года в Мадрид хлопотать о его освобождении после поражения при Павии. 
24 января 1527 года по своему выбору вышла вторично замуж за молодого Генриха д’Альбре, короля Наваррского. Свадьба была торжественно отпразднована в Сен-Жермен-ан-Ле и длилась в течение восьми дней. Жила с мужем в Фонтенбло и Париже. Их дочь — Жанна д'Альбре, мать будущего короля Генриха IV, родилась в 1528 году. Сын Жан родился в 1530 году в Блуа, но умер в Алансоне на Рождество в том же году, в возрасте пяти с половиной месяцев.
Не найдя счастья в супружестве и не имея возможности заниматься воспитанием своей дочери (она с двухлетнего возраста по желанию короля Франциска I воспитывалась вдали от родителей в Плесси-ле-Тур), Маргарита целиком посвятила себя литературе и религии. Большое влияние на её мировоззрение оказали протестанты Лефевр д’Этапль и епископ Мо Гийом Брисонне, с которым Маргарита поддерживала переписку. Двор Маргариты был важным центром французского гуманизма. Маргарита Наваррская покровительствовала Гийому Бюде, Клеману Маро, Деперье и другим литераторам. Сама она знала латынь (и, возможно, греческий язык) и оказывала большое влияние на многих выдающихся людей того времени; в этом отношении она была предшественницей хозяек литературных салонов XVII—XVIII веков.
После смерти брата в 1547 году Маргарита удалилась в монастырь в Тюссоне, где в течение четырех месяцев вела самую суровую жизнь, выполняя обязанности аббатисы. В октябре 1548 года она присутствовала в Мулене на свадьбе своей дочери с Антуаном Бурбонским. Скончалась в декабре 1549 года в Одосе после двадцати дней болезни. По желанию мужа была с почестями погребена в соборе Лескара, недалеко от замка По.

## Творчество
Двор Маргариты в городе Нераке был одним из центров литературы, науки и искусства Западной Европы. Прекрасно образованная, одарённая поэтическими способностями королева привлекала к себе поэтов разных школ, гуманистов и вольнодумцев, преследуемых Церковью. Её покровительством и гостеприимством пользовались светочи европейского Возрождения — Клеман Маро, Деперье, Эразм Роттердамский.
При дворе Маргариты Наваррской был сделан перевод с латинского книги «Деяния датчан» Саксона Грамматика, содержащей повествование о Гамлете, принце датском, которым воспользовался Шекспир для создания своей пьесы.
Сочинения Маргариты Наваррской отражают характерный для неё напряжённый религиозно-этический поиск и сочетают медитативность, а подчас и мистицизм с некоторой суховатостью стиля. Резкое неприятие со стороны Сорбонны вызвала поэма «Зерцало грешной души» (Le Miroir de l’ame pecheresse, 1531), в которой нашёл отражение лютеранский тезис об оправдании верой; версификация поэмы напоминает о традициях Петрарки. Отголоски дискуссий между Эразмом и Лютером о свободе воли слышатся в «Диалоге в форме ночного виде́ния» (Dialogue en forme de vision nocturne, 1524, опубл. 1533). Кончине Франциска I посвящена насыщенная реминисценциями из апостола Павла и Платона поэма «Корабль» (Le Navire, 1547). Среди других сочинений: «Комедия, сыгранная в Мон-де-Марсане» (La Comédie de Mont-de-Marsan, 1548); обширная переписка с братом и другими лицами (опубликована в 1841). Даже фарс «Больной» (Le Malade, 1535—1536) завершается в духе прямолинейного религиозного наставления. Бо́льшая часть стихотворений Маргариты вошли в состав сборника «Перлы перла принцесс» (Marguerites de la Marguerite des princesses, 1547).

## «Гептамерон»
Самое известное сочинение Маргариты носит светский характер и во многом выпадает из её литературного наследия. Это сборник из семидесяти двух новелл «Гептамерон» («Heptaméron», по-гречески «Семидневник»), написанных под влиянием «Декамерона» Боккаччо и впервые опубликованных под заголовком «L’histoire des amants fortunés» без указания имени автора после кончины Маргариты, в 1558 г.; полная, без идеологических купюр версия вышла только в 1853 г.
«Гептамерон» состоял из 72 новелл, веселых и поучительных, разбитых на семь циклов, охватывающих семь дней недели. В первый день знатные дамы и господа, собравшиеся, как и у Боккаччо, вместе, рассказывали о том, «какие проделки совершали женщины, чтобы обмануть мужчин, и мужчины, чтобы обмануть женщин». Во-второй — «о том, что каждому пришло на ум»… В седьмой — «о тех, кто поступил так, как ему не следовало поступать». Беседы оказавшихся временно изолированными от мира кавалеров и дам, от имени которых ведутся рассказы, представляют не меньший интерес, чем сами новеллы — психология рассказчиков раскрыта куда обстоятельнее, чем у Боккаччо. В этих учтивых и вместе с тем очень живых беседах заметно влияние «Книги о Придворном» Кастильоне.
Принято считать, что прототипы рассказчиков — близкие Маргариты: Генрих д’Альбре (Иркан), её мать Луиза Савойская (Уазиль), а саму себя писательница, возможно, запечатлела в образе Парламанты. Но это лишь одна из имеющихся трактовок системы образов обрамления «Гептамерона».
Книга имела большой успех у публики. Маргарита достоверно и проницательно описала нравы высшего общества своего времени, отстаивая в то же время гуманистический идеал человеческой личности. При всем разнообразии сюжетов основное место в «Гептамероне» занимают любовные истории, причём любовь трактуется в духе неоплатонизма. Характерная для некоторых из рассказанных Маргаритой любовных историй трагическая интонация предваряет прозу конца XVI — начала XVII веков.